# تيم شاو
تيم شاو (بالإنجليزية: Tim Shaw) (8 نوفمبر 1957 – ) هو سباح، ولاعب كرة الماء، من الولايات المتحدة، مثّل بلاده في الألعاب الأولمبية الصيفية 1976، والألعاب الأولمبية الصيفية 1984، وسباحة في الألعاب الأولمبية الصيفية 1976 – رجال 400 متر سباحة حرة ‏.

## وصلات خارجية
- تيم شاو على موقع الاتحاد الدولي للسباحة (الإنجليزية)
- تيم شاو على موقع قاعة مشاهير السباحة العالمية (الإنجليزية)
- تيم شاو على موقع قاعة مشاهير السباحة الأمريكية (الإنجليزية)
- تيم شاو على موقع اللجنة الأولمبية الدولية (الإنجليزية)
- تيم شاو على موقع أوليمبيديا (الإنجليزية)